# Новобурундуковское сельское поселение
Новобурундуковское сельское поселение — муниципальное образование в Дрожжановском районе Татарстана (Россия).
Административный центр и единственный населённый пункт — посёлок железнодорожной станции Бурундуки.

## Описание
Поселение является эксклавом и находится в 6 км от основной части района. Граничит почти со всех сторон с Буинским районом (Альшеевское и Чувашско-Кищаковское сельские поселения) и лишь на крайнем юге — с Ульяновской областью (Цильнинский район, Елховоозёрское сельское поселение).
Территория поселения вытянута вдоль ж.-д. линии «Свияжск — Буинск — Ульяновск», включает в себя станцию с посёлком и железную дорогу с защитными лесопосадки по обеим её сторонам от посёлка до границы Ульяновской области.
На юге территорию поселения пересекает река Цильна.
Высота территории над уровнем моря: от 81 м у р. Цильна до 110+ м на севере.

### Транспорт
На территории поселения находится ж.-д. станция Бурундуки, имеется ж.-д. мост через Цильну.
По территории проходит подъездная дорога от автодороги Р-241 к посёлку (и далее на Альшеево).

## История
Статус и границы сельского поселения установлены Законом Республики Татарстан от 31 января 2005 года № 21-ЗРТ «Об установлении границ территорий и статусе муниципального образования „Дрожжановский муниципальный район“ и муниципальных образований в его составе».

## Население
| 2002 | 2010 | 2011 | 2012 | 2013 | 2014 | 2015 |
| ---- | ---- | ---- | ---- | ---- | ---- | ---- |
| 536  | ↘513 | ↘511 | ↗513 | ↘499 | ↘496 | ↘481 |
| 2016 | 2017 | 2018 |      |      |      |      |
| ↘450 | ↘437 | ↘429 |      |      |      |      |

## Состав сельского поселения
| № | Населённый пункт | Тип населённого пункта                          | Население |
| - | ---------------- | ----------------------------------------------- | --------- |
| 1 | Бурундуки        | железнодорожная станция, административный центр | ↘437      |